# 大和型戦艦に関連する作品の一覧
大和型戦艦に関連する作品の一覧（やまとがたせんかんにかんれんするさくひんのいちらん）は、大和型戦艦に関連する作品の一覧である。

## 大和
大和（ヤマト）は、奈良県の旧国名の「大和国」（日本の別名である「大和」という説もある）にちなんで命名された史上最大の排水量をもつ戦艦であり、攻撃力・防御力において当時世界最強と言える戦艦でもあったが、主力兵器が航空機に移行する中、本来の目的である艦隊決戦で活躍する機会を得られず沈没した事や、大日本帝国海軍水上艦隊最後の戦闘を行った事により、現在においても日本人にとって戦艦あるいは日本海軍悲劇の代名詞となり、軍事や歴史に興味がない者に対しても知らない者がいないほどの認知を得ている。そして、多くのフィクション作品にも登場することになった。
一方、大和に関する研究・調査も数多く行われており、戦艦大和それ自体を取り上げた文学・映像などの作品も作成されている。

### 大和に関する研究、調査など

#### 通史
- 児島襄『戦艦大和』（文春文庫、1986年）上巻 ISBN 4167141051 下巻 ISBN 416714106X
- 渡部真一『戦艦大和 びっくりデータ99の謎』（二見文庫、1994年） ISBN 4576941178
- 平間洋一 編『戦艦大和』（講談社選書メチエ、2003年） ISBN 4062582694
- 原勝洋『戦艦大和のすべて』（インデックス・コミュニケーションズ、2005年） ISBN 4757302894
- 内藤初穂『戦艦大和へのレクイエム 大艦巨砲の技術を顧みる』（グラフ社、2008年） ISBN 9784766211245

#### 建造記録
- 原勝洋 編『戦艦大和建造秘録 完全復刻 資料・写真集』（KKベストセラーズ、1999年） ISBN 4584170762
- 御田重宝『戦艦大和の建造』（徳間文庫、1999年） ISBN 4198911525
- 前間孝則『戦艦大和誕生』（講談社+α文庫、1999年）上巻 ISBN 4062564017 下巻 ISBN 4062564025

#### 図面集
- 日本造船学会 編『昭和造船史 別冊 日本海軍艦艇図面集』（原書房明治百年史叢書第242巻、1978年） ISBN 4562003367
- 岡本好司『スーパーイラストレーション 戦艦大和』（モデルアート社1993年9月号臨時増刊 No.414）
- ヤヌス・シコルスキー 著 原勝洋 訳 監修『戦艦大和図面集』（光人社、1998年） ISBN 4769808453

#### 写真集
- 原勝洋 編『戦艦「大和」 永遠なれ！』（KKベストセラーズ、2005年） ISBN 4584170975

#### 証言集
- 原勝洋 編『伝承・戦艦大和』（光人社、1993年）上巻 ISBN 4769806663、下巻 ISBN 4769806671
- 栗原俊雄『戦艦大和 生還者たちの証言から』（岩波新書、2007年） ISBN 9784004310884

#### 海底探査記録
- 辺見じゅん・原勝洋 編『戦艦大和発見』（角川春樹事務所ハルキ文庫、2004年） ISBN 475843123X
- テレビ朝日出版部 編『戦艦大和 海底探査全記録』（テレビ朝日事業局出版部、1999年） ISBN 4881312367

### 軍艦大和を描いた作品

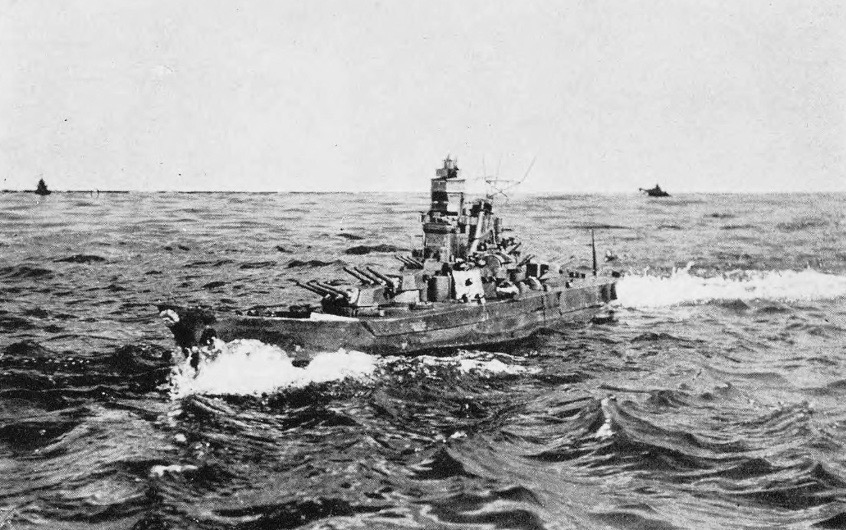
映画『戦艦大和』（1953年）

#### 戦記
- 吉田満『戦艦大和』（角川文庫、1968年） ISBN 4041281016
- 吉田満『戦艦大和ノ最期』（講談社文芸文庫、1994年） ISBN 4061962876
ノンフィクション。戦争文学の古典と位置付けられている。
- 吉田満・原勝洋 編『ドキュメント戦艦大和』（文春文庫、新装版2005年）ISBN 4167349043
- 原勝洋『日米全調査 決戦戦艦大和の全貌』（アリアドネ企画、2004年） ISBN 4384033893
レイテ沖海戦における大和艦隊の実態、巻末付九四式四十糎砲塔兵器学教科書。
- 阿部三郎『特攻大和艦隊 帝国海軍の栄光をかけた十隻の明暗』（光人社NF文庫、2005年） ISBN 4769824580
- 原勝洋『真相・戦艦大和ノ最期 写真と新資料で解明！』（KKベストセラーズ、2003年） ISBN 4584187576
- 辺見じゅん『決定版 男たちの大和』（角川春樹事務所ハルキ文庫、2004年）上巻 ISBN 4758431248 下巻 ISBN 4758431256

#### イラスト集
- 皇宇（ZECO）『陽炎少女 -丹陽-』（中華民国中央研究院により発行された文化振興雑誌CCC創作集（Creative Comic Collection）日本時代的那些事特集号に収載されたイラスト作品、2009年）
- 上田毅八郎『上田毅八郎の箱絵アート集　戦艦大和から零戦まで』（草思社、2011年） ISBN 4794217986

#### 映画
『戦艦大和』
『連合艦隊』
『男たちの大和/YAMATO』
『アルキメデスの大戦』
なお、『激動の昭和史 沖縄決戦』や『駆逐艦雪風』などにも、沖縄特攻作戦時の大和が登場する。

#### テレビドラマ
新春12時間ドラマ『海にかける虹〜山本五十六と日本海軍』第6部「長官機撃墜の謎、戦艦大和の出撃」
終戦45周年ドラマスペシャル『戦艦大和』
終戦記念日特別企画『愛と哀しみの海 戦艦大和の悲劇』

#### 模型

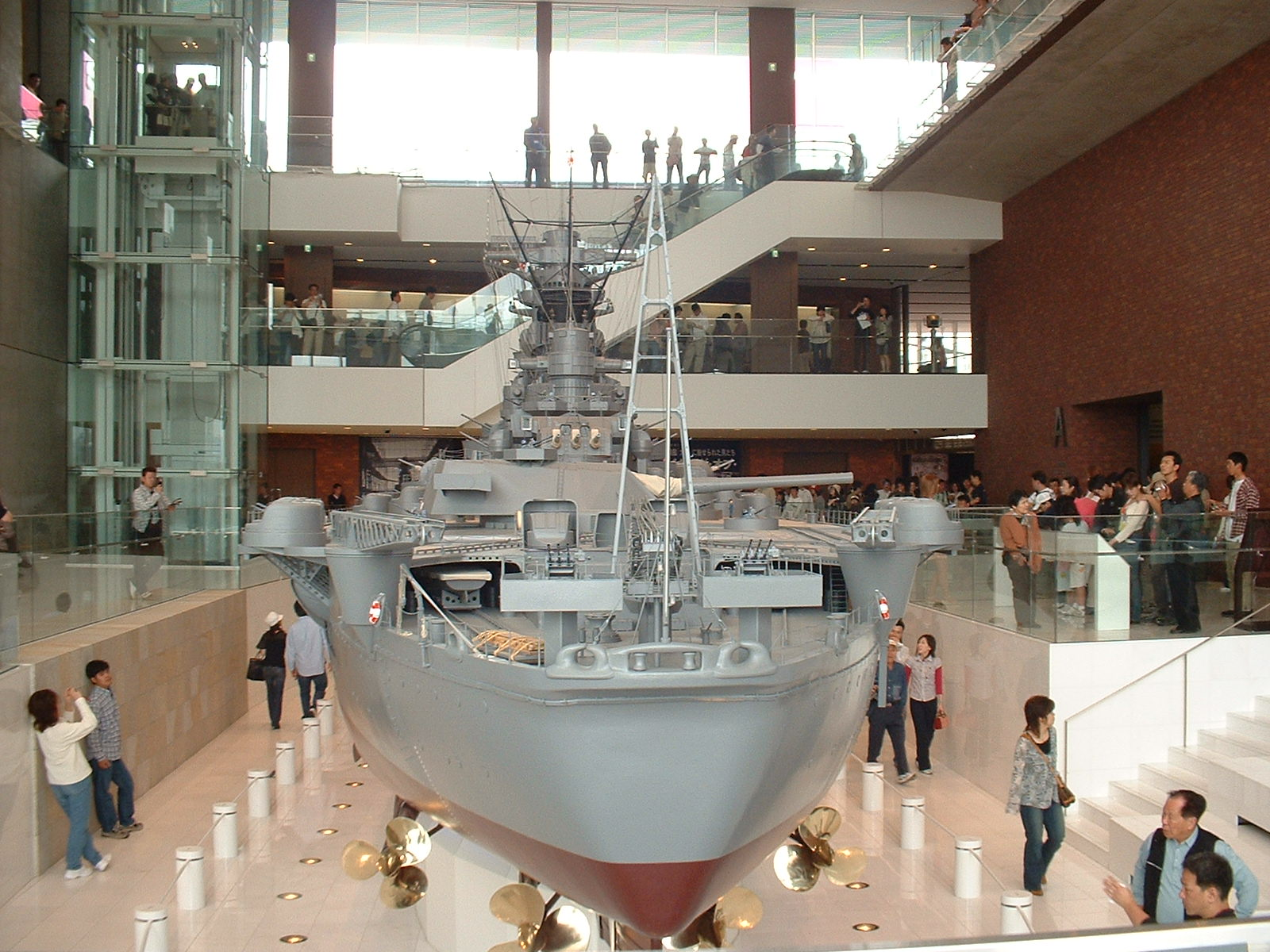
呉市海事歴史科学館（通称・大和ミュージアム）の1/10戦艦大和（艦尾側）

- 呉市海事歴史科学館（通称・大和ミュージアム）に、研究資料を反映した模型（10分の1）が展示されている。
- 青島文化教材社は1970年代後半に、「合体巨艦ヤマト」「合体レッドホークヤマト」「大変化レッドホークヤマト」「レッドホーク連合艦隊 ヤマト」といった、戦艦「大和」をモチーフとしたオリジナルのプラモデルを複数発売していた。

### フィクション

#### ゲーム
『艦隊これくしょん』
軍艦を艦娘として擬人化したソーシャルネットワークゲーム『艦隊これくしょん』の艦娘として登場。
『アビス・ホライズン』『ブラック・サージナイト』
艦これと同様の艦船擬人化ゲーム。大和を擬人化したキャラクターが登場する。
『1943 ミッドウェイ海戦』『1943改』
最終面のボスとして登場。ただし、FCなどへの移植版では艦名が「トウタク」になっている他、同型艦「トウビン」や改良型「トウタク改」も登場する。また、続編である『19XX -THE WAR AGAINST DESTINY-』には、2面ボスとして大和型をベースとした戦艦「雷鳴」が、『194X -3D DOGFIGHT-』には、最終面のボスとして大和型をモデルとした戦艦「蒼月」が登場する。
『凱歌の号砲 エアランドフォース』
菊水作戦が行われずに生き残り、戦後に近代化改修を受け、呉付近に秘匿されていたという設定で登場。副砲塔や第3主砲などの余分な砲塔が撤去され、艦の後部がヘリコプター用の甲板となっており、VLSが装備されている。
『鋼鉄の咆哮シリーズ』
第一作目からプレイヤー側がHLGシステムを使い設計できる船体として大和型が使える他、敵にも「大和型」が登場する。Windows版の「鋼鉄の咆哮2 ウォーシップコマンダー」では史実に沿った場面があり、「伊藤整一中将が乗艦した、沖縄に向かう日本の主力戦艦（大和型）」と遭遇する作戦もある。さらに計画艦の「超大和型」の船体も使用できる上に、敵としても登場、史実通り20インチ砲を装備している作品が多い。完成艦として超大和型戦艦に相当する「近江」やレーザー兵器などを搭載した「超大和」など、大和型に関連する派生した艦船も存在する。敵側にも超大和型戦艦に相当する巨大戦艦「荒覇吐」や量産型超兵器「超大和」などが登場する。また、超巨大双胴戦艦「播磨」や超巨大ドリル戦艦「荒覇吐」などの日本型超兵器も、艦橋構造物などの形状が大和型戦艦の物に酷似している。基本的に大量に登場するため「大和型」として一括りにされているが、前記した鋼鉄の咆哮2の作戦では「戦艦『大和』の撃沈」と明言されている。派生作品であるPlayStation 2作品では「武蔵」の名前が登場する作品もある。
『ファンタシースターオンライン2』
EPISODE4で新たに追加された超大型ボス「幻創戦艦・大和」として登場。実在する「大和」ではなく、人々の恐怖や想像が具現化したエネミー「幻創種」であり、姿形だけを模した超常的な存在である。
その正体は「マザー・クラスタの金の使途」亜贄萩斗（あにえ・はぎと）が、大和型戦艦への憧れと妄想を具現化し、自身を打ち負かした主人公に対する意趣返しとして作りだした存在。しかし地球外文明であるアークス側は大和に関する歴史や意義、萩斗個人の感情に関知せず、新鋭人型兵器「A.I.S」を投入、(主人公が所属するアークスシップの)総力を挙げてこれを消滅させた。撃破すると大和の主砲や艦橋をモチーフにした武器が手に入ることがある。
また、萩斗が社長を務めるIT系企業「YMTコーポレーション」の名は大和が由来である。
発表後、ネット上で一部厳しい意見を受け、菊花紋章などの部分的な変更を行っている。同作プロデューサー酒井智史によると「舞台となる現代日本において、恐怖や畏怖、憧れや想像から生まれる強大な敵役のベースに相応しい存在は、日本人にとって時代を超越した存在である戦艦大和しか考えられなかった」とのこと。
『マブラヴ オルタネイティヴ』
大日本帝国に相当する「日本帝国」が保有する戦艦として登場。ゲーム内の世界では1944年に日本帝国が条件付き降伏したため、菊水作戦に参加しなかったという設定である。
大幅な近代化改装が施され、3番艦の「信濃」も戦艦として就役し、111号艦に該当する4番艦「美濃」も就役している。また、後部砲塔のかわりに飛行甲板と格納庫を装備して航空戦艦となった改大和級戦艦「出雲」「加賀」や、50.8cm砲を装備した紀伊級戦艦「紀伊」「尾張」（双方共に史実では計画のみ）も登場する。
なお、本作を原作としたアニメ『トータル・イクリプス』にも登場している。
『World of Warships』
日本の技術ツリーのTier10戦艦として「大和」が登場する。「武蔵」はTier9のプレミアム艦艇として登場する。
『太平洋の嵐』
日本軍の戦艦として登場する。
『MK-48.io』
レベル９の戦艦として登場し、砲弾の単発９本/偵察機２機/魚雷１本を備えて、装弾も非常に素早い艦である。
『Modern Warships』
プレイヤーが操作できる艦艇として、Tier3に登場する。また、後述の架空戦記「征途」に登場する護衛艦「やまと」（戦艦大和が海上自衛隊で運用されているという設定）のイージス艦化された姿をモチーフにした「Yamato aegis」が実装されている。
『Naval Creed Warships』
ツリー艦艇として「大和」が、「大和」のペイントとして「武蔵」が、課金艦艇として「氷・大和」が登場する。

#### 『WarThunder』
2025年6月25日のアップデート、『Leviathans（リヴァイアサンズ）』にて、戦艦アイオワや戦艦ビスマルク、戦艦ローマと一緒にランクⅦのBR8,7に実装された。武装は最終時の坊ノ岬沖海戦時の武装となっている。また、弾種は91式徹甲弾（APCBC弾）と零式通常弾（HE弾）がある。しかし、46センチ砲用対空弾の三式弾は実装されていない。しかも、戦闘距離が約10km、近いときは5㎞と近く、せっかくの長距離戦闘能力が無駄になっており、また弾薬庫の配置がおかしいとの声が上がっておりしかもその配置も喫水線上にあるため、戦艦アイオワなどの徹甲弾に容易に貫通されてしまい、何故か、ほかの戦艦と比べて、弾薬庫誘爆で自身が死んでしまうことが多い。このように、弱点が多いが長所もある。まず、武装は最終時の際の武装となっているため、25mm対空砲が短射程だとしても、ある程度の弾幕を張れる。また、魚雷や爆弾等の攻撃に関しては魚雷は13本ほど耐えられ、爆弾に関しては徹甲爆弾を除いて2500kg爆弾とPe-8の5000kg爆弾以外は耐えることが出来る。

#### 小説
1980年代末から流行し始めた架空戦記にも戦艦「大和」はしばしば登場するが、その中には艦形や武装が史実と異なるものもある。
『イージス戦艦「大和」2007』（文庫名：『イージス戦艦「大和」』）
真珠湾攻撃が起こらず、米軍による呉軍港奇襲に始まった太平洋戦争の世界からタイムスリップし、現代技術で近代化改装を受け、アイオワ級戦艦「ミズーリ」と死闘を繰り広げる。
『あなたの魂に安らぎあれ』
登場人物の1人に植え付けられた過去の記録の1つとして、その登場人物の夢の中に登場。また、海が干上がり、露出した「大和」の残骸が、物語の重要な鍵となる。
『決定版 男たちの大和』
映画『男たちの大和/YAMATO』の原作。
『修羅の波涛』
「陸奥」が航空攻撃によって撃沈されたのを期に国民に公表され、「武蔵」と共に連合艦隊最強の戦艦として知られるようになる。物語終盤で日米休戦の特使を乗せた米艦を守るため、クーデター軍に降った「武蔵」と交戦。相打ちとなって沈没する。
『神器―軍艦「橿原」殺人事件―』
「大和」と「武蔵」がそれぞれ「矢魔斗」「無左志」という艦名で登場。「無左志」は既に沈んでおり、「矢魔斗」も史実と同様に坊ノ岬沖海戦で撃沈されるが、2隻とも終盤で再登場する。
『新戦艦大和』
「戦艦大和を空に飛ばすアイデア」を世界で最初に出した1961年の作品。後に漫画化もされた。かつて「大和」の建造を主導した沖田武夫らが再建した、飛行・潜水能力を有する「新戦艦大和」が、キラー博士の世界征服計画を阻止すべく活躍する。
『征途』
レイテ沖海戦で合衆国海軍の戦艦多数を撃沈したのち、坊ノ岬沖海戦には参加せず、北海道に襲来したソヴィエト軍の戦艦3隻や多数の輸送艦艇を撃沈破する。そして太平洋戦争を生き残ると、戦後は原爆実験の標的艦に使用される予定だったが、社会主義国家である北日本の成立によって日本が分断国家となったことにより、資本主義陣営の日本国側に移り、海上保安庁の超甲型警備艦「やまと」となる。朝鮮戦争と同じタイミングで起こった南北日本の戦い、「北海道戦争」に参加。第二次日本海海戦では国連日本援助軍エイブル部隊の一艦として北日本を支援すべく派遣されたソビエツキー・ソユーズ級戦艦やクロンシュタット級巡洋戦艦などのソヴィエト援日義勇艦隊や北日本赤衛艦隊と交戦する。
その後は海上自衛隊の発足に伴い護衛艦隊に移管されて超大型護衛艦「やまと」として就役し、ヴェトナム戦争時には改装の上予備艦から復帰して艦砲射撃を行う。ヴェトナム戦争後は再び呉でモスボールされていたが、1980年代に海上自衛隊の艦隊整備計画「10・4・10・10艦隊計画」に基づき大規模改装がなされてイージス艦として再就役し、湾岸戦争、そして南北の日本における統一戦争に参加。統一戦争における第三次日本海海戦では海上自衛隊第二機動任務群の1隻として北日本赤衛艦隊主力と交戦し、赤衛艦隊の対艦ミサイル飽和攻撃を迎撃しきると、他の護衛艦と共に対艦ミサイルによる反撃を実施し赤衛艦隊を壊滅させ、他にも北日本首都・豊原近郊の北日本戦略打撃軍IRBM基地に対する艦砲射撃を実施した。
『大逆転!戦艦大和激闘す』
アメリカ軍の大部分が撤退し、代わりに自衛隊が本州から転属してきたという設定の現代（1990年代）の沖縄県（沖縄本島）が、季節外れの台風により1945年の沖縄戦の直前にタイムスリップし、沖縄駐屯の自衛隊が、沖縄に侵攻してきた1945年当時の米軍と交戦状態に入る。そこへ、1945年にタイムスリップした陸上自衛隊の自衛官らが乗り組んだ「大和」以下の第二艦隊が、史実とは違い、米軍高速空母機動部隊による猛空襲を潜り抜けて、米軍の大艦隊・輸送船団が待ち受けている沖縄海域に突入する。
『超空の連合艦隊』（文庫名：『超空の大和』）
ミッドウェー海戦前の連合艦隊が、平成世界の瀬戸内海に出現する。
『日本国召喚』
グラ・バルカス帝国海軍の戦艦「グレードアトラスター」として登場。作中では列強国レイフォルを単艦で降伏させ、神聖ミリシアル帝国の投入した古代兵器を撃破するなど、幾つもの戦場伝説を創り上げている。作中登場人物によると性能や内部構造まで後期型の大和とほぼ同じとの事だが、レーダー照準射撃が可能、対空砲弾には近接信管を装備、最大速力は30kt以上などの違いがある。
『八八艦隊物語』
史実とは異なり、米英戦艦部隊との戦闘実績がある。昭和20年、沖縄水上特攻作戦に投入され、米軍の戦艦6隻を基幹とする水上部隊と交戦。島嶼を利用したレーダー撹乱と水雷戦隊との同時攻撃により、戦艦1隻を撃沈、2隻を大破させるも戦闘能力を喪失。総員退艦した後、米駆逐艦の魚雷により沈没する。
『ビッグY 戦艦「大和」の戦後史』
太平洋戦争を生き残り、戦後は米軍に接収されて「モンタナ」と改称され、後に日本に返還される。
『レッドサン ブラッククロス』
「武蔵」と共に登場。史実よりも全長が長く機関も強力な高速戦艦として建造され、ナチス・ドイツとの間に勃発した第三次世界大戦を戦っていくが、カリブ海における夜戦で沈没する。
なお作中では、「航続距離不足が懸念されたため油槽艦を随伴させてこれを補うことが計画されたが、実際は燃費の見積もり違いから十分な航続距離が得られた」という、史実の過剰な航続距離を裏返した設定がなされている。
『よみがえる超戦艦「大和」 -史上最強の巨艦「復元計画」』
現代の技術で「大和」を復元させることは可能なのか、復元させることができるとすれば、どのような建造方法で復元させることになるのかをシミュレートした異色の小説で、小説の中では、最終的に「大和」を復元・完成させて実際に航行させ、46cm 3連装主砲の発射まで行われるという結末となっている。

#### 映画
『男たちの大和/YAMATO』
天一号作戦に赴く戦艦「大和」が舞台。主人公は士官ではなく二等兵曹と四等水兵。
『危険な道』
1964年のアメリカ映画。ソロモン諸島の攻防をめぐるクライマックスの日米艦隊の海戦シーンに、日本艦隊の旗艦として登場する。
『深海獣レイゴー』
トラック諸島近辺に出現した怪獣レイゴー迎撃のため、「深海獣零号作戦」発動に際し連合艦隊旗艦として出撃する。

#### アニメ・特撮テレビ番組・SFテレビドラマ
『宇宙戦艦ヤマト』
遊星爆弾によって海が干上がり、露出した「大和」の残骸を破って「ヤマト」が発進する。それに際し、第2話では菊水作戦における「大和」の戦闘シーンや沈没シーンなどが回想として少しだけ描かれている。なお、作中に老人が子どもに「あれ（大和）が日本の男の船だ」と言うシーンがあるが、大和 (戦艦)#沿革・艦歴の記述のように現実では「大和」は極秘の存在だった。また、本作のリメイクである映画『SPACE BATTLESHIP ヤマト』やテレビアニメ『宇宙戦艦ヤマト2199』でも、「大和」の残骸やその中から「ヤマト」が発進するシーンは描かれている。
『宇宙戦艦ヤマト 完結編』
「ヤマト」が地球を守るために自沈しようとするシーンで、艦長の沖田十三が「お前を坊ノ岬の海底に連れ還してやりたいが…」と呟くシーンがある。なお、登場する護衛艦には、「冬月」などの菊水作戦時に参加した駆逐艦の艦名が付けられている。
『ウルトラセブン』
第21話に登場するアイアンロックスは、ミミー星人が「大和」の残骸をベースに作ったロボットである。なお、船首および船尾は存在しない。
『ヱヴァンゲリヲン新劇場版:序』
第3新東京市の防衛施設の1つとして、大和型戦艦の砲塔（九四式四十六糎砲および六十口径三年式十五糎半三連装砲）を転用したものである「元箱根児童公園 第3砲台（艦載砲塔転用）」が登場している。
『科学忍者隊ガッチャマン』
第5話に、海底の「船の墓場」に流れ着いた残骸をギャラクターが修復した幽霊戦艦として登場。国際科学技術庁の海洋開発船をたびたび襲撃しており、ゴッドフェニックスとも交戦する。
『かみちゅ!』
第8話に登場。艦内にラムネ製造工場があったエピソードなども交え、この回に限り主役級の扱いをされている。
『ストライクウィッチーズ2』
大日本帝国に相当する「扶桑皇国」の海軍所属艦として登場。OPと第1・8・11・12話に登場し、テレビアニメ第2期を代表する艦として描かれる。第1話で一般の女子学生である山川美千子が艦名や詳細な仕様をそらんじていることから、存在は隠匿されていない模様。第11話では「魔導ダイナモ」によって自らをネウロイ化させ、飛行能力や自己修復能力を手に入れている。その後を描いた劇場版にも登場する。
『高い城の男』
第3シーズンに登場。ナチスドイツと大日本帝国が勝利した世界が舞台である本作では、1962年時点でも大日本帝国海軍の旗艦として健在しており、日本の傀儡国家である日本太平洋合衆国のサンフランシスコ湾を定係港にしている。外観は1944年時点の大和型戦艦と大きく変わらないが、艦尾の水上機格納庫がヘリポートになっているほか、艦橋直後にレーダー用の大形マストが追加されており、艦橋の旋回窓がワイパーになっている。原作の小説版には登場しない。
『ハイスクール・フリート/劇場版 ハイスクール・フリート』
第1話のオープニングにブルーマーメイド所属の艦艇として登場。その後、劇場版には呉女子海洋学校所属の超大型直接教育艦として登場する。
『ランボー ザ・フォース・オブ・フリーダム』
第4話に、将軍のウォーホークたちによって海底から引き上げられて登場。修理を経てウォーホークの悪事に利用され、小規模の艦隊を率いてランボーたちアメリカ軍と対決し、圧倒する。
『艦隊これくしょん -艦これ-』
『「艦これ」いつかあの海で』

#### 漫画
『蒼き鋼のアルペジオ』
作中において、霧の艦隊総旗艦「超戦艦級」として登場する．
『青の6号』
国際テロ組織「マックス」が、沈没した「大和」の残骸を超巨大潜水艦「ヤマト・ワンダー」に改造して運用する。なお、OVA版では「長門をベースとした「ナガト・ワンダー」に変更されている。
『ウルトラマン』
付着したフジツボやカキによって「大和」の残骸が怪獣化した「軍艦怪獣ヤマトン」が登場する。元々はテレビ版の没エピソードに登場する予定だったもの。
『ジパング』
ヘリコプター搭載イージス護衛艦「みらい」が、「大和」がガダルカナル島に向けて砲撃した砲弾3つをシースパローを使って迎撃する。アニメ化されていない物語の最終エピソードでは「大和」に核が搭載され、対大和戦が中心となって物語が展開する。
『ヤマタイカ』
縄文期からの原日本人「火の民族」のマツリ「ヤマタイカ」を実現させるために、依代（よりしろ）として使用される。人々の思念を集めて奇跡を起こす邪馬台国の祭器「オモイカネ」の力で、巨大台風の自然エネルギーを物質化して自己修復・再生、在沖縄米軍基地や米戦艦「ニュージャージー」を破壊しつつ東上する。
『アルキメデスの大戦』
主人公の櫂直は、多額の開発費を伴う「超大戦艦の開発」は日本経済にとって害悪となる上に、まともな運用も困難であることから、当初は戦艦「大和」の計画を潰そうとする。しかし、少将の暗殺事件を境にして、自ら超弩級戦艦「大和」を開発することで、米国との戦争を避けようと画策する。
『Battleship Girl -鋼鉄少女-』

## 武蔵

### 武蔵に関する研究、調査など

#### 通史
- 吉村昭『戦艦武蔵』（新潮文庫、2000年改版） ISBN 4101117012
- 手塚正己『軍艦武蔵』上、下（太田出版、2003年） 上 ISBN 4872337441、下 ISBN、487233745X （新潮文庫 全2巻、2009年）

#### 建造記録
- 牧野茂・古賀繁一 監修『戦艦武蔵建造記録』刊行委員会 編著『戦艦武蔵建造記録 大和型戦艦の全貌』（アテネ書房、2001年） ISBN 487152213X
- 吉村昭「軍艦と少年」『空白の戦記』（新潮文庫、1981年） ISBN 4101117098 より
建造時の図面紛失事件の犯人の少年のその後を追ったルポ。

#### 回憶録
- 佐藤太郎『戦艦武蔵』（河出書房新社、1975年 竣工-沈没まで「武蔵」勤務）
- 細谷四郎『戦艦武蔵戦闘航海記』（八重岳書房、1988年）ISBN 4896461142
「武蔵」第二艦橋勤務。レイテ沖海戦では副長付信号兵、先任信号下士官。戦友会「武蔵会」発起人。
- 有馬馨『帝国海軍の伝統と教育 付・比島作戦の思い出』（五曜書房、2001年） ISBN 4795253994
戦艦「武蔵」初代艦長・南西方面艦隊参謀長、有馬馨の遺稿。
- 渡辺清『戦艦武蔵のさいご』（童心社フォア文庫、2000年） ISBN 4494026379
『戦艦武蔵の最期』児童向け版本。
- 塚田義明『戦艦武蔵の最後 海軍特別年少兵の見た太平洋海戦』（光人社NF文庫、2001年） ISBN 476982307X
- 渡辺清『戦艦武蔵の最期』（朝日新聞社、2003年） ISBN 4925219693

### 軍艦武蔵を描いた作品

#### 戦記
- 豊田穣『戦艦武蔵レイテに死す』上、下（講談社文庫、1988年） 上 ISBN 4061842323、下 ISBN 4061842331

#### 取材記録
- 吉村昭 『戦艦武蔵ノート』（文春文庫、1985年 岩波現代文庫、2010年8月）
- 手塚正己 『「軍艦武蔵」取材記 海軍を生きた男たち』 （太田出版、2003年） ISBN 487233812X

#### 記録映画
- 手塚正己 『軍艦武蔵』（シネマジャパン、1991年）

### フィクション

#### ゲーム
『艦隊これくしょん』
軍艦を艦娘として擬人化したソーシャルネットワークゲーム『 艦隊これくしょん 』の艦娘として登場。
『アズールレーン』『アビス・ホライズン』
艦これと同様の艦船擬人化ゲーム。武蔵を擬人化したキャラクターが登場する。
『World of Warships』
「大和」がTier10の艦艇として登場する。
そして「武蔵」はTier9のプレミアム艦艇として登場する。

#### 小説
『修羅の波涛』
「陸奥」が航空攻撃によって撃沈された事を期に国民に公表され、「大和」と共に連合艦隊最強の戦艦として知られるようになる。物語終盤に日米休戦に反対するクーデター軍に加わり、米特使を乗せた艦艇の撃沈を目論むが、それを阻止しようとする「大和」と相打ちとなって沈没する。
『戦艦「武蔵」殺人事件』（光人社、2001年） ISBN 4769810148
『真･日本艦隊』（文庫名：『時空自衛軍1947』）
レイテ沖海戦を生き延び、終戦直前の本土回航途上で嵐に遭遇して消息を絶った後、日本の復権を目指して「熊野」ら残存艦隊と共に雌伏していたなか、時空転移して来た海上自衛軍の空母「あかぎ」（「ジョン・F・ケネディ」）と合流。アジア解放と宿敵アメリカに鉄槌を下すべく「真・日本艦隊」を結成する。
『八八艦隊物語』
竣工よりわずか3ヵ月後に艦隊決戦に投入されるも作戦は失敗、殿を引き受けた自らも舵を損傷し操舵不能に陥る。敗走する艦隊を脱出させるため、単艦で米英の戦艦14隻に戦いを挑み、イギリス軍の旧式戦艦1隻を撃沈、他数隻を損傷させるものの数10発の主砲弾を受け、10本以上の魚雷を片舷に被雷し撃沈される。
『波動大戦』（大幅改定版：『超時空イージス戦隊』）
戦費枯渇でナチス・ドイツに売却される。引き渡しのためヨーロッパへ回航途中のインド洋で、イギリス海軍の戦艦「プリンス・オブ・ウェールズ」（『超時空イージス戦隊』ではアメリカ海軍の「モンタナ」）をイージス艦「きりしま」（『超時空イージス戦隊』では「まや」）からのレーダー管制で撃沈する。
『征途』
レイテ沖海戦にて「武蔵」の代わりに「長門」が被害担任艦となったために沈没せず、「大和」らと共に合衆国海軍の護衛空母や戦艦を攻撃、殲滅した後レイテ島に上陸する合衆国軍と輸送艦に対して射撃を行った。これにより、ダグラス・マッカーサー元帥を始めとした多くの指揮官を失ったため史実より3か月、沖縄戦が遅れるなどの影響が出た。その後、主人公の一人である藤堂明が艦長となり、合衆国軍の上陸した沖縄に向けて出撃。坊ノ岬沖海戦とは異なり、台風に紛れ込むことで沖縄により接近し、合衆国海軍の戦艦、重巡洋艦など6隻を撃沈破するも、最終的に撃沈された。

#### 漫画・アニメ
『ジパング』
作中、「大和」と交代する形で連合艦隊旗艦として登場。後に連合艦隊司令部は軽巡洋艦「大淀」へ移乗する。その後、夜戦にて副砲と艦橋に直撃を受ける。
『ノブナガン』
アニメ版第7話に、進化侵略体によって海中の「武蔵」の残骸が再構成された「ムサシ・ワンダー」が登場。
『ハイスクール・フリート/劇場版 ハイスクール・フリート』
横須賀女子海洋学校所属の超大型直接教育艦として登場。レーダーの近代化と徹底した自動化・省力化が進められた結果、乗員は30名となっている。
乗員が未知のウイルスに感染したことで学校の教員やブルーマーメイドの指示を受け付けることなく暴走、あらゆる艦隊を蹴散らしながら浦賀水道に向かうが、晴風の捨て身の作戦によって停止・鎮圧される。
劇場版では洋上プラントの奪還と海上要塞の鎮圧に赴く学生艦隊の旗艦として、晴風や他3隻の大和型教育艦の指揮を執る。
作中の姿は､艦橋左右両舷に副砲が1基ずつ配されていることから､建造当初の姿となっている｡
『Battleship Girl -鋼鉄少女-』

## 信濃

### 通史
- 安藤日出男『幻の空母信濃』（朝日ソノラマ文庫航空戦史シリーズ、1987年） ISBN 425717093X
- 豊田穣『空母「信濃」の生涯 巨大空母悲劇の終焉』（光人社NF文庫、2000年） ISBN 4769822758

### 戦記
- J.F.エンライト&J.W.ライアン 著・高城肇 訳『信濃! 日本秘密空母の沈没』（光人社NF文庫、1994年） ISBN 4769820399

### 回憶録
- 蟻坂四平・岡健一『空母信濃の少年兵 死の海からのダイブと生還の記録』（元就出版社、2004年） ISBN 4861060052

### フィクション

#### 小説
『宇宙戦争1945』
戦艦として完成し、火星人本隊の地球到着を阻止するオリンピック作戦に各国海軍艦とともに参加する。
『鋼鉄のキメラ』
戦艦として未成のまま、終戦後アメリカ海軍に接収・編入され「フロリダ」となる。
『時空連合自衛隊』（文庫名：『超時空自衛隊』）
1944年、史実通り潜水艦「アーチャーフィッシュ」の雷撃により魚雷が命中寸前だったところを現代にタイムスリップする。中国との戦争に備えアングルド・デッキと電磁式カタパルトを装備した近代空母に改装される。
『ビッグY 戦艦「大和」の戦後史』
空母として完成。米軍による呉軍港攻撃の際、戦艦「大和」を守る形で横転沈没。
『レッドサン ブラッククロス』
戦艦として完成。史実と異なり高速戦艦として建造された大和型の主砲を50口径46cm砲に変更した艦となっており、同型艦として「甲斐」が建造されている。

#### 漫画
『ケロロ軍曹』
「長編・深海の迷子たち」に登場。海底の「信濃」の残骸がメールらの根拠地として使用されており、最終的には宇宙空母「シナノ」に改造される。
『夢幻の軍艦大和』
クルスによる歴史介入により沈められず空母として完成している。山本五十六が乗艦し指揮を執る。

#### アニメ
『劇場版 ハイスクール・フリート』
舞鶴女子海洋学校所属の超大型直接教育艦として登場。本作の世界では航空機が存在しないため、当初の計画通りに戦艦として竣工している。

#### ゲーム
『戦艦少女R』『アズールレーン』『アビス・ホライズン』
艦船擬人化ゲーム。信濃を擬人化したキャラクターが登場する。
『naval creed warships』
ツリー艦艇として「信濃」が、また課金艦艇として「信濃・月の瞳」が登場している。ただし、「信濃・月の瞳」もガチャに入っていたりするため、無課金でも入手可能。また、艦上機に震電、彗星、流星が、搭載されている。

## 111号艦

### フィクション

#### アニメ
『劇場版 ハイスクール・フリート』
史実では大和型戦艦四番艦として建造され､未完成のまま建造中止･解体されたが､作中では計画通り建造されており､佐世保女子海洋学校所属の超大型直接教育艦｢紀伊｣として登場｡
なお､艦名の｢紀伊｣は､史実で命名を予定していたとされるものである｡

#### ゲーム
『naval creed warships』
プレミアム艦艇として「YAMATO REFIT」という名称で、登場している。